# Rastoka (Ribnik)
Rastoka (szerbül: Растока) falu Bosznia-Hercegovinában, a Szerb Köztársaságban, Ribnik községben.

## Fekvése
Bosznia-Hercegovina nyugati részén, Banja Lukától légvonalban 45, közúton 69 km-re délnyugatra, községközpontjától légvonalban 2, közúton 5 km-re északkeletre, a Dimitor-hegység lábánál, a Szana jobb partján, az azonos nevű patak torkolatánál fekszik. A terep legnagyobb része magasabban fekvő, lakatlan, erdős terület, kisebb része pedig lakott terep, amely egy sík terület a Sana folyó és a Rastoka nevű vízfolyás mentén. Ezt a területet főleg triász kori kőzetek foglalják el. Túlnyomórészt gyengén áteresztő, illetve át nem eresztő kőzetek, amelyek kovásodott mészkőből, márgából állnak, homokkő és magmás kőzetek. A triász kori lerakódások második csoportját a jól áteresztő, porózus kőzetek alkotják, barlangos hasadékokkal. A Rastoka-patak a Dimitor hegység nyugati lejtőin fakad. 

## Népessége
| Nemzetiségi csoport | Népesség 1991 | Népesség 2013 |
| ------------------- | ------------- | ------------- |
| Szerb               | 761           | 713           |
| Bosnyák             | 9             | 0             |
| Horvát              | 1             | 0             |
| Jugoszláv           | 5             | 0             |
| Egyéb               | 2             | 1             |
| Összesen            | 778           | 714           |

## Története
A település területe már a középkorban is lakott volt. Ezt igazolja középkori temetőjének maradványa, benne 50 stećak sírkővel. Az itt talált sírkőtípus a 14-15. században terjedt el Bosznia-Hercegovina, Szerbia, Horvátország és Montenegró területén, és a 10. századi Bulgáriában feltűnt, a kereszténység főáramlatának behódolni nem akaró, Boszniában élő bogumilok sírkövei voltak. A bogumilok többsége az oszmán-törökök európai hódítása során áttért az iszlám hitre.
A falu területe 1878-ig tartozott az Oszmán Birodalomhoz, majd az Osztrák-Magyar Monarchia része lett. 1879-ben az első osztrák-magyar népszámlálás során a szerbek lakta Rastoka raja  településnek 51 háza és 359 ortodox lakosa, a muszlimok lakta Rastoka turska településnek 10 háza és 54 muszlim lakosa volt. 1910-ben Rastoka hrišćianska településnek 97 háza éd 633 ortodox szerb lakosa, Rastoka turska településnek 35 háza és 179 muszlim lakosa volt. A monarchia szétesésével 1918-ben előbb a Szerb-Horvát-Szlovén Királyság, majd 1929-től a Jugoszláv Királyság része. 1921-ben Rastoka hriščinskában 99 házat és 563 lakost, Rastoka turska faluban 37 házat és 184 lakost számláltak.
A Jugoszláv Királyságban a falu a Vrbaska banovina része volt. Jugoszlávia megszállása után a falu a Független Horvát Állam (NDH) része, majd 1945-től a falu a szocialista Jugoszlávia része volt. 1941 augusztusában Ribnik és környéke az antifasiszta felkelők erős támaszpontja volt, ahol öt partizánszázad állomásozott, egy egyedülálló ribniki felkelőparancsnokság vezetése alatt. Ezek az egységek rövid időn belül kiűzték az usztasákat Gornji Ribnikből, Velijaból, Rastokából, Zablaćéből, Veličevóból és Dubočaniból Ključba, majd a zászlóalj megalakulásáig aktívan védték a felszabadított területet. 1943 februárjában szintén heves harcok dúltak a régióban a támadó német csapatok és a partizánok között.
1965-ben az akkori Bosznia-Hercegovinai Köztársaság racionalizálása miatt Ribnik község területét Sanicával együtt Ključ községhez csatolták. A település 1995 szeptemberéig a boszniai szerb katonai egységek ellenőrzése alatt állt. A boszniai háborút lezáró daytoni békeszerződés rendelkezése alapján az ország területét felosztották a Bosznia-hercegovinai Föderáció és a boszniai Szerb Köztársaság között, ennek során a település a Boszniai Szerb Köztársasághoz és Ribnik községhez került. Lakossága főként mezőgazdasággal és erdőgazdálkodással foglalkozik.

## Nevezetességei
A falu középkori temetőjének maradványa 50 stećak sírkővel.